# تتربورو (نیوجرسی)
تتربورو (به انگلیسی: Teterboro) شهری در ایالت نیوجرسی کشور ایالات متحده آمریکا است که جمعیت آن در سرشماری سال ۲۰۱۰ میلادی، ۶۷ نفر بوده‌است.